# Goniopora stokesi
Goniopora stokesi là một loài san hô trong họ Poritidae. Loài này được Milne Edwards & Haime mô tả khoa học năm 1851.